# Cu luồng
Cu luồng (danh pháp hai phần: Chalcophaps indica) là một loài chim thuộc Họ Bồ câu. Đây là loài bản địa khu vực nhiệt đới Nam Á và Úc.
Loài bồ câu này là một loài gia cầm được nuôi khắp nơi ở vùng nhiệt đới Nam Á từ Pakistan sang Sri Lanka và đông sang Indonesia và miền bắc và miền đông Australia. Chim bồ câu cũng được biết đến với tên gọi bồ câu lục bảo, bồ câu xanh. Cu luồng là loài chim nhà biểu tượng bang của bang Tamil Nadu Ấn Độ.
Nó có một số phân loài, với ba phân loài ở Úc, longirostris từ Kimberly, Tây Úc đến bán đảo Cape York, chrysochlora từ bán đảo Cape York vào miền nam New South Wales cũng như đảo Norfolk và đảo Lord Howe, và natalis từ đảo Christmas.
Đây là một loài phổ biến ở các rừng nhiệt đới và rừng rậm ẩm ướt tương tự, trang trại, vườn, rừng ngập mặn và ven biển. Nó xây dựng một tổ trên cây ở độ cao đến 5 mét và đẻ hai trứng màu kem. Mùa sinh sản có xu hướng diễn ra ở Australia vào mùa xuân hoặc đầu mùa hè ở đông nam Australia và vào cuối mùa khô ở miền bắc Australia.
Chúng bay tốc độ nhanh chóng và trực tiếp

## Hình ảnh

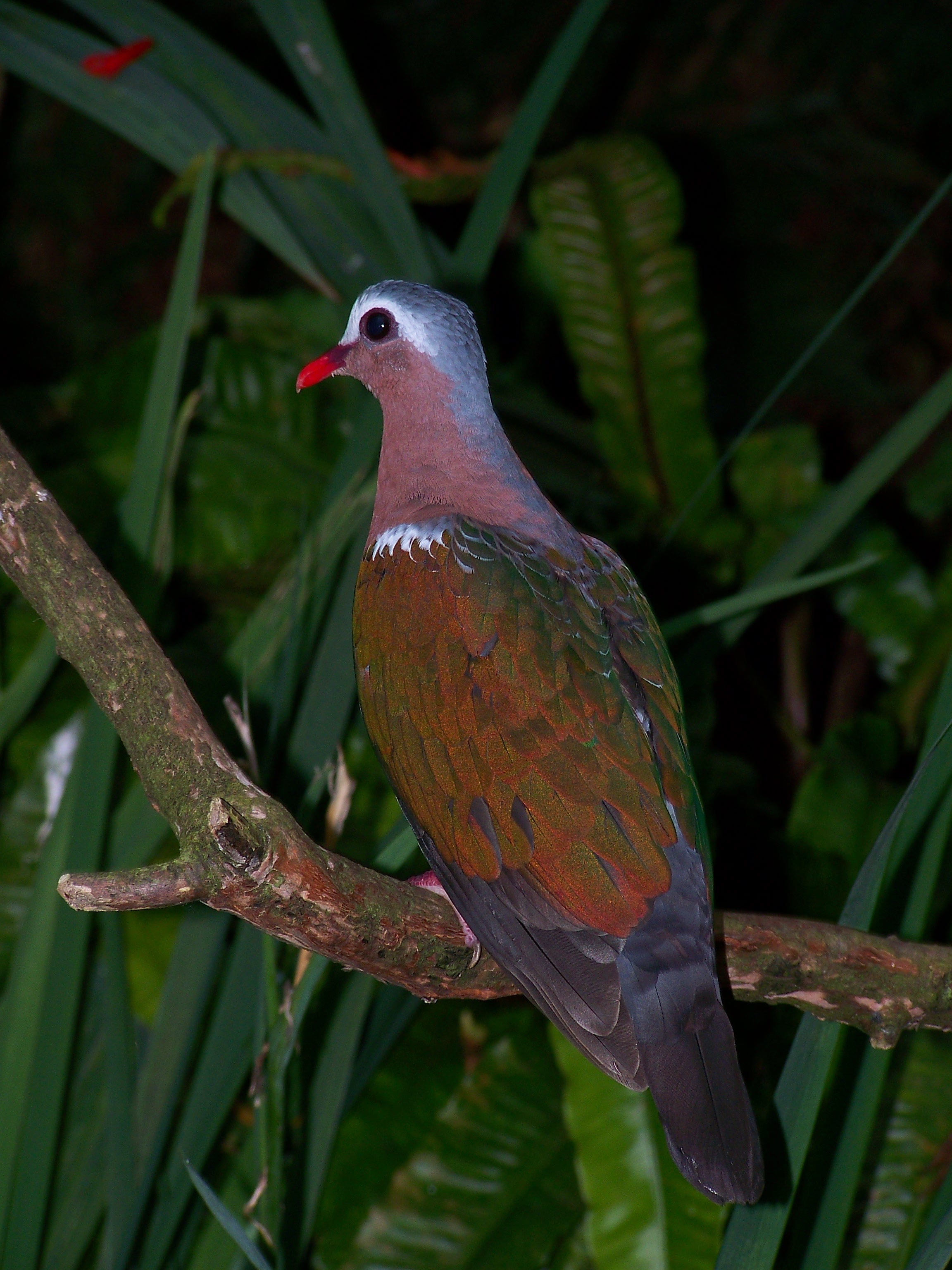
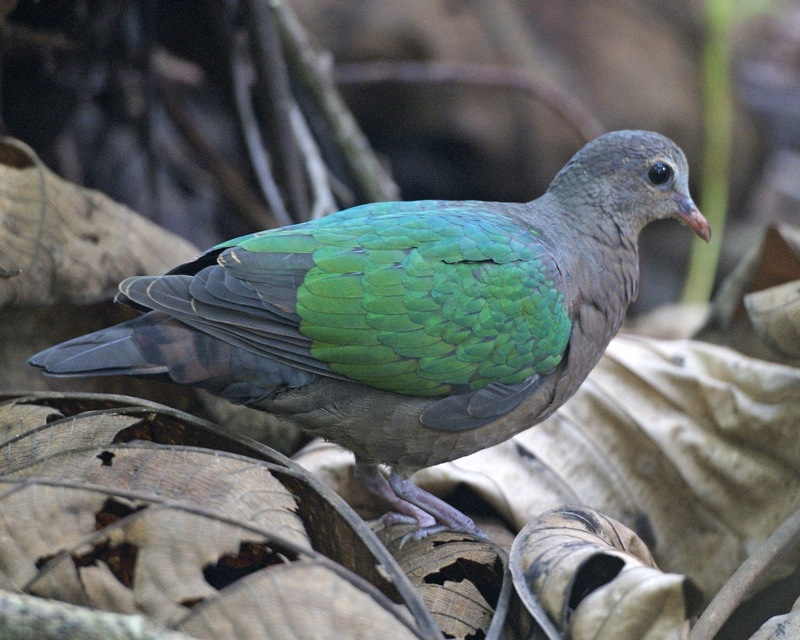
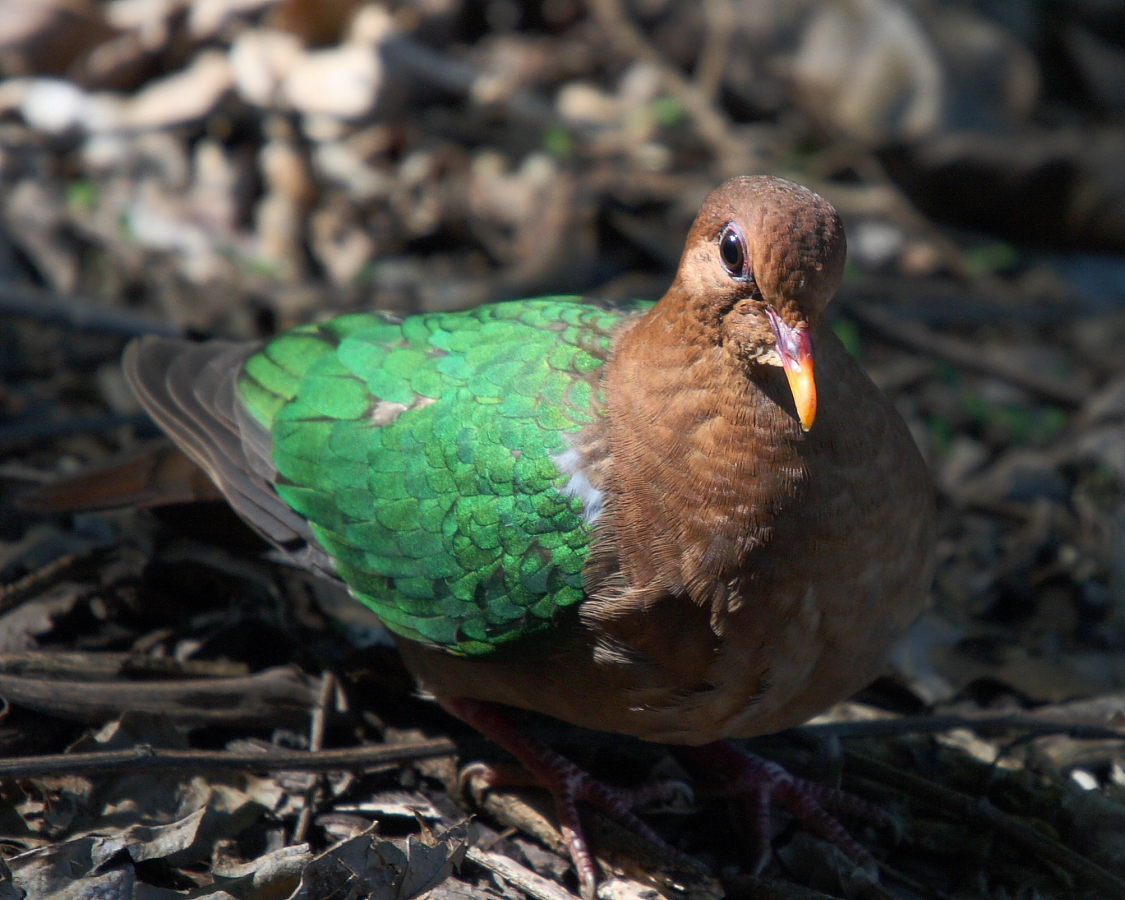
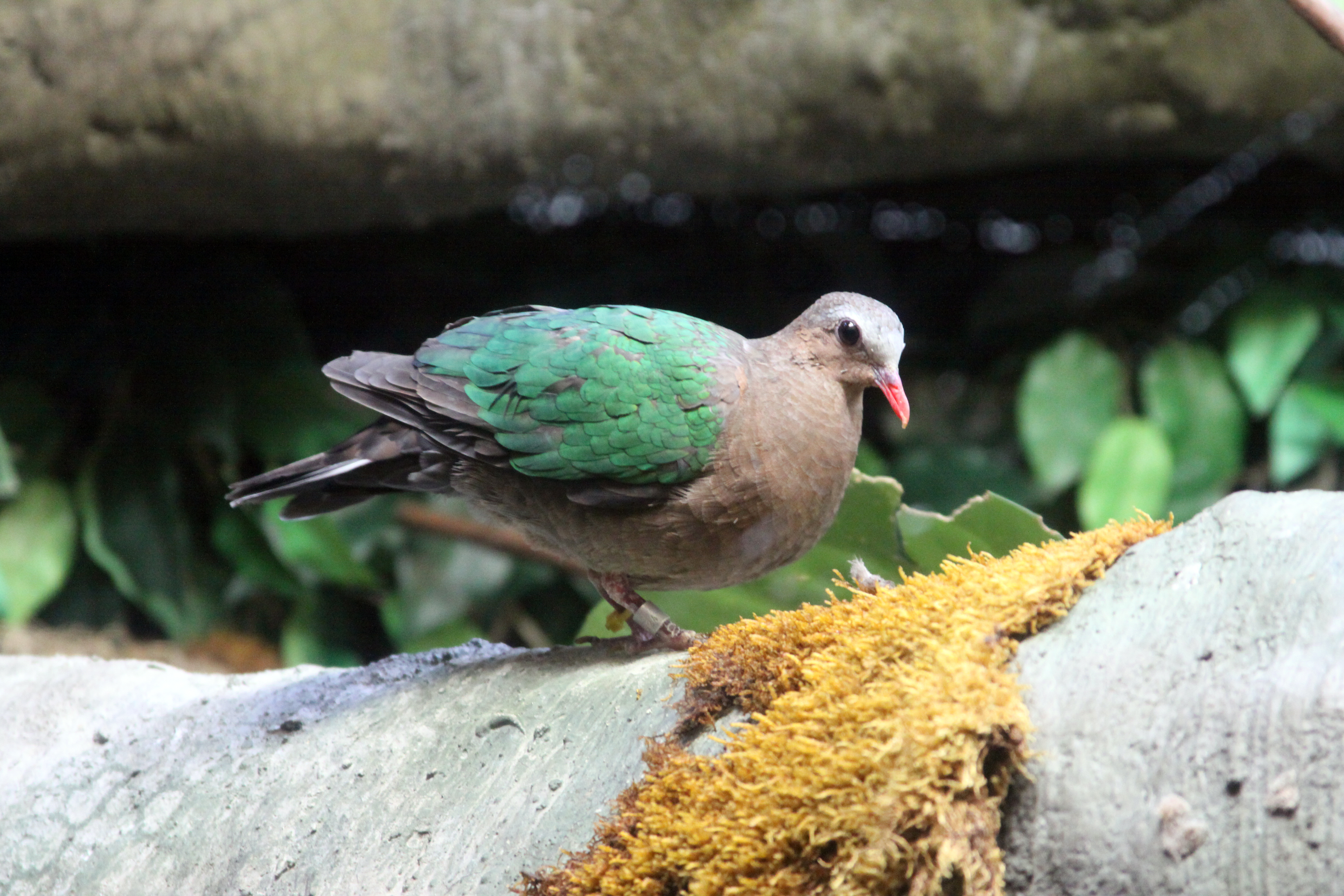
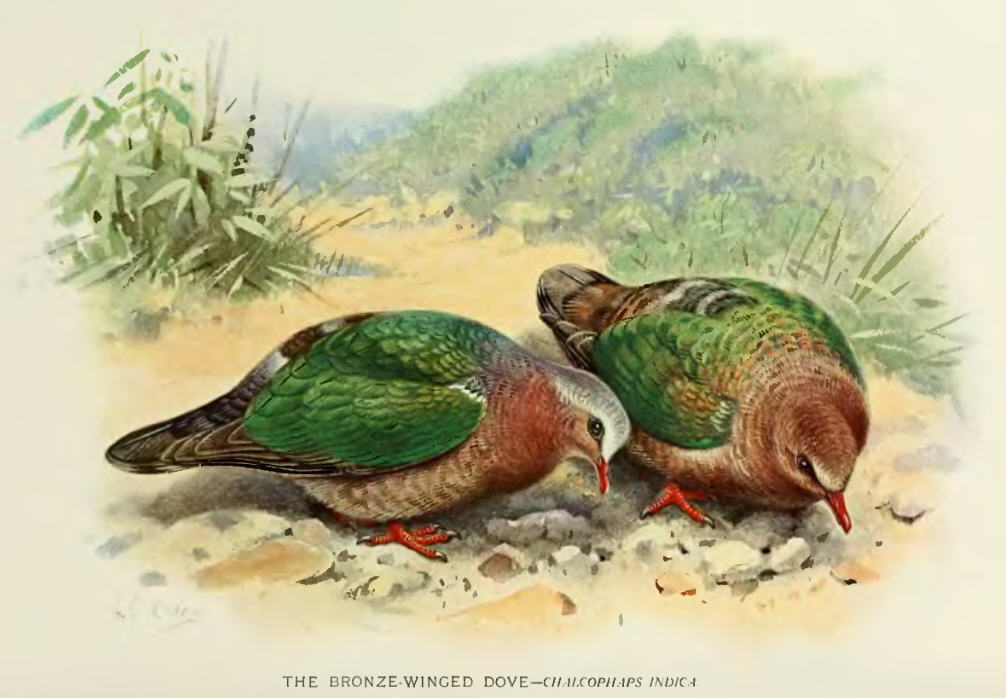
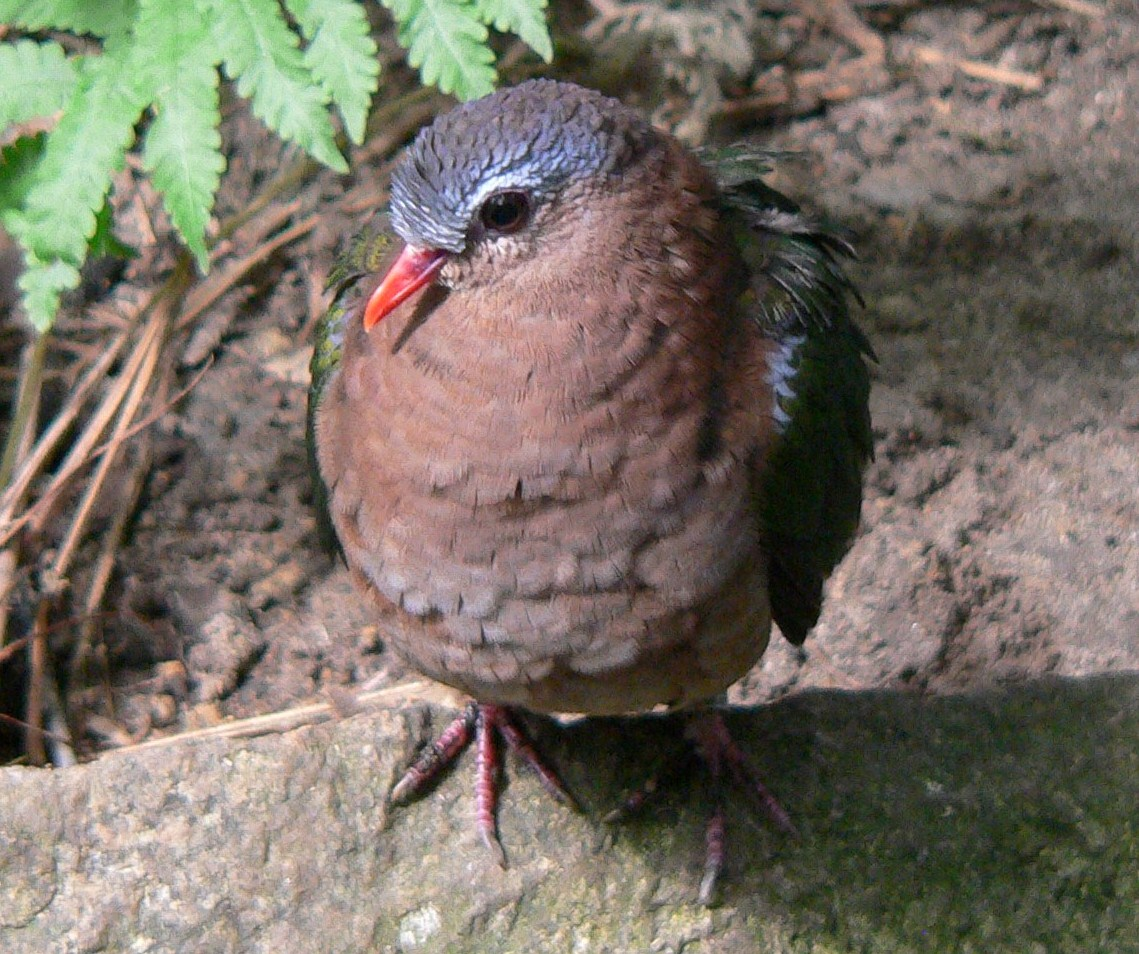
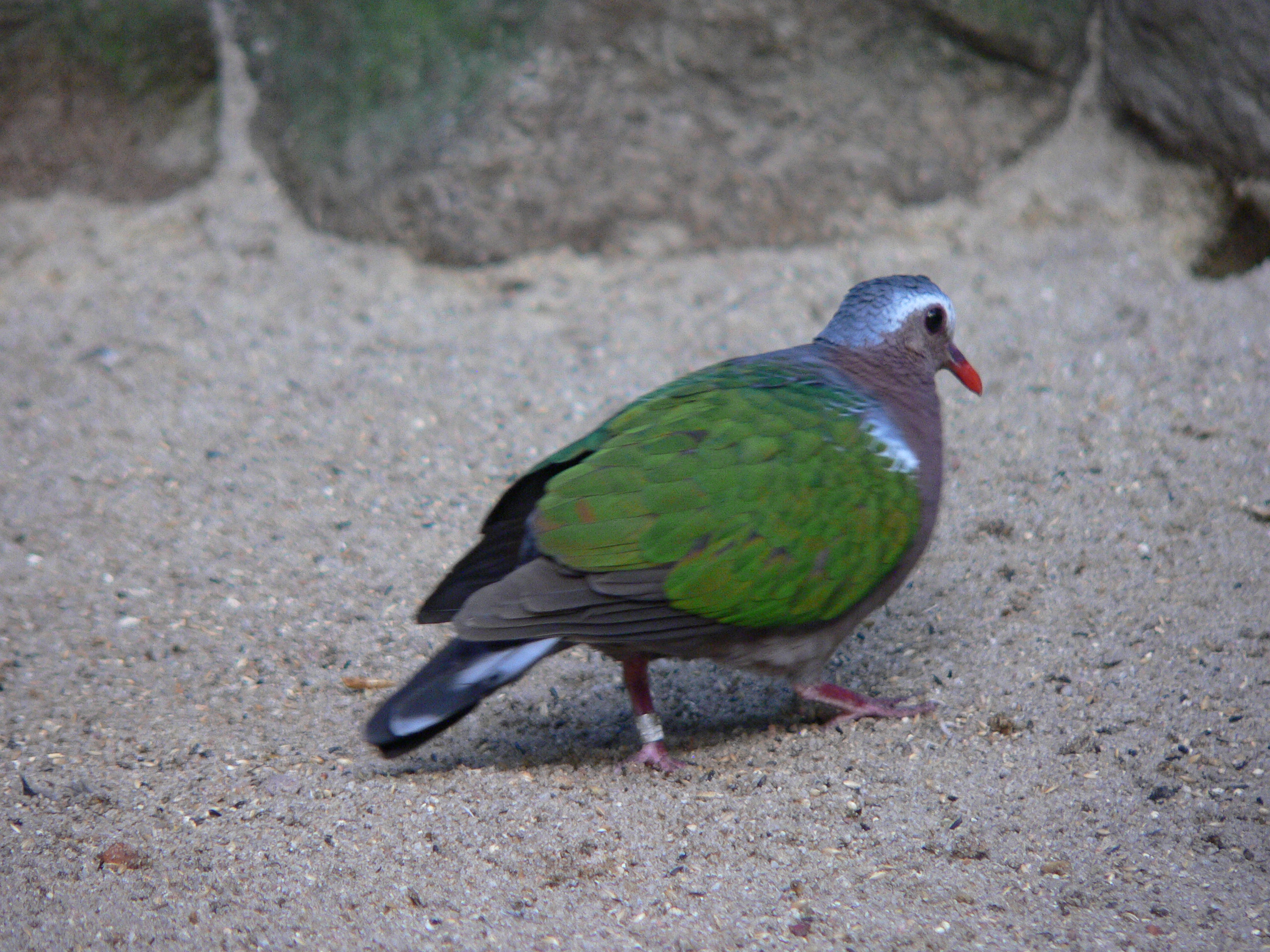